# Ніколь (співачка)
Ніколь (нім. Nicole, справжнє ім'я Ніколь Зайберт, нім. Nicole Seibert, до шлюбу Голох, нім. Hohloch; нар. 25 жовтня 1964, Саарбрюкен, Німеччина) — німецька співачка, композиторка, музична продюсерка. Переможниця пісенного конкурсу «Євробачення-1982».

## Життєпис
Почала виступати на шкільних фестивалях у 7 років. У 1981 році підписала перший контракт зі студією звукозапису Jupiter-Records. У тому ж році її пісня Flieg nicht so hoch, mein kleiner Freund посіла друге місце у західнонімецькому хіт-параді. 
У 1982 році представляла ФРН на конкурсі пісні Євробачення з піснею Ein bißchen Frieden і стала його переможницею. Сидячи на високому стільці, співачка акомпанувала собі на білій гітарі, доповнювала номер гра арфістки. Пісня, записана кількома мовами, посіла перше місце в чартах ФРН, Австрії, Швейцарії, Великої Британії, Ірландії, Голландії, Швеції, Норвегії, її автором був засновник лейблу Jupiter-Records Ральф Зігель.
У 1983 році зайняла 5-е місце на Фестивалі популярної пісні в Токіо (World Popular Song Festival), виконавши нову пісню Ральфа Зігеля «So viele Lieder sind in mir». 1-е місце тоді дісталося угорськогму гурту « Neoton Familia», якому Ральф Зігель дозволив включити до свого чергового альбому угорськомовний кавер «Ein bißchen Frieden» — «Egy kis nyugalmat». У 1991 році Ніколь стала переможницею німецького музичного фестивалю Schlagerparade з піснею Ein leises Lied
З 2007 року співпрацює зі звукозаписною фірмою Echo. Разом із чоловіком та двома доньками живе в саарському містечку Нофельден, де обрана почесною громадянкою.

## Дискографія

### Студійні альбоми
- 1981 Flieg nicht so hoch, mein kleiner Freund
- 1982 Ein bißchen Frieden
- 1983 So viele Lieder sind in mir
- 1984 Weihnachten mit Nicole (переиздан в 1999 году)
- 1985 Gesichter der Liebe
- 1986 Laß mich nicht allein
- 1987 Moderne Piraten
- 1988 So wie du
- 1990 Für immer .. für ewig
- 1991 Und ich denke schon wieder an dich
- 1992 Wenn schon .. denn schon ..
- 1992 Weihnachten mit Nicole (Німеччина)
- 1993 Mehr als nur zusammen schlafen gehn
- 1994 Und außerdem
- 1996 PUR
- 1996 Nicole — Der private Premiummix (kein offizielles Album)
- 1998 Abrakadabra
- 1998 Weihnacht Zuhause
- 1999 Visionen
- 2001 Kaleidoskop
- 2002 Ich lieb dich
- 2004 Für die Seele
- 2005 Alles fließt
- 2006 Begleite mich
- 2006 Christmas Songs
- 2008 Hautnah — Die Geschichten meiner Stars
- 2008 Mitten ins Herz
- 2008 Mitten ins Herz — Tour Edition
- 2009 Meine Nummer 1
- 2012 Jetzt Komm Ich
- 2013 Alles nur für Dich
- 2014 Das ist mein Weg
- 2016 Traumfänger
- 2017 12 Punkte

### Концертні альбоми
- 1999 LIVE

### Альбоми реміксів
- 1997 Nicole's Party

### Збірники
- 1986 Die größten Erfolge
- 1992 Augenblicke — Meine schonsten Lieder
- 1992 Ein bißchen Frieden
- 1992 Mit dir vielleicht
- 1996 Meine Lieder
- 2000 Ich hab dich noch Lieb
- 2000 Nicole's Streicheleinheiten
- 2002 Neue Wege
- 2003 Zeit der Sterne
- 2005 Best Of 1982—2005 — Nicole
- 2009 Hits & Raritäten
- 2010 30 Jahre — Mit Leib und Seele
- 2011 Radiomania